# مانوئل کاسالانا
مانوئل کاسالانا (انگلیسی: Manuel Cascallana؛ زادهٔ ۲۱ مهٔ ۱۹۸۳) بازیکن فوتبال است.